# Раковицэ, Эмиль
Эмиль Раковицэ (рум. Emil Racoviță; 15 ноября 1868, Яссы — 17 ноября 1947, Клуж-Напока) — румынский учёный-биолог, зоолог, ботаник и спелеолог. Доктор наук. Президент румынской Академии (1926—1929). Исследователь Антарктиды.

## Биография
Потомок известного валашского боярского рода Раковицэ, правивших в Молдавии в XVIII веке.
До 1889 изучал право в Парижском университете. Ещё в студенческие годы увлёкся естественными науками, в частности, океанографией, в 1891 получил степень бакалавра. Провёл ряд исследований в лаборатории в Баниюль-сюр-Мер (Франция). Под руководством профессора-зоолога Ф. Лаказ-Дютье подготовил диссертацию и в 1896 году получил степень доктора естественных наук.
В 1897—1899 участвовал в организованной Бельгийским королевским географическим обществом Антарктической экспедиции Адриена де Жерлаша. Вместе с ним в состав экспедиции на судне «Бельжика» входили, ставшие всемирно известными, Руал Амундсен, Хенрик Арцтовский, Антоний Добровольский и Фредерик Кук. В ходе длившейся до 1899 экспедиции, во время которой была проведена первая зимовка в Антарктике, он проводил интенсивные исследования океанической фауны.
После возвращения из экспедиции продолжал работать в Баниюль-сюр-Мере, стал преемником профессора Ф. Лаказ-Дютье на посту заведующего лабораторией.
Вскоре после этого, Э. Раковицэ стал уделять больше внимания исследования фауны пещер. В 1904 он посетил и исследовал пещеры на о. Мальорка.
В 1907 году опубликовал свой труд «Essai sur les problemes biospeologiques», который считается первой работой, посвященной биоспелеологии, науке о фауне пещер. Впоследствии Э. Раковицэ создал первую подземную биологическую лабораторию и организовал работу по биоспелеологии.
В 1920 году вернулся в Румынию и возглавил кафедру зоологии в университете Клуж-Напока, где создал первый в мире институт спелеологии. Его заместителем стал Рене Жаннель.
В годы 1922—1926 избирался в сенат Румынии. В 1926—1929 — Президент румынской Академии.
В 1929—1930 — ректор университета Клуж-Напока. Автор целого ряда научных работ в области биоспелеологии.
Был членом многих научных обществ, входил в состав редакций научных журналов. Э. Раковицэ руководил Институтом спелеологии с 1920 до своей смерти в 1947 году.

### Избранные труды
- Cétacés (1903).
- Essai sur les problèmes biospéologiques (1907).
- Enumérations de grottes visitées (1907—1929) (в соавт.).
- La Spéologie. Une science nouvelle des anciens mystères souterrains (1927).
- L’évolution et ses problèmes (1929).

## Память
Имя Эмиля Раковицы присвоено:
- Первой румынской полярной исследовательской станции и пещере в Антарктике.
- Созданному им Институту спелеологии.
- Карстовой пещере, которая находится в Молдавии в Бричанском районе у села Крива.

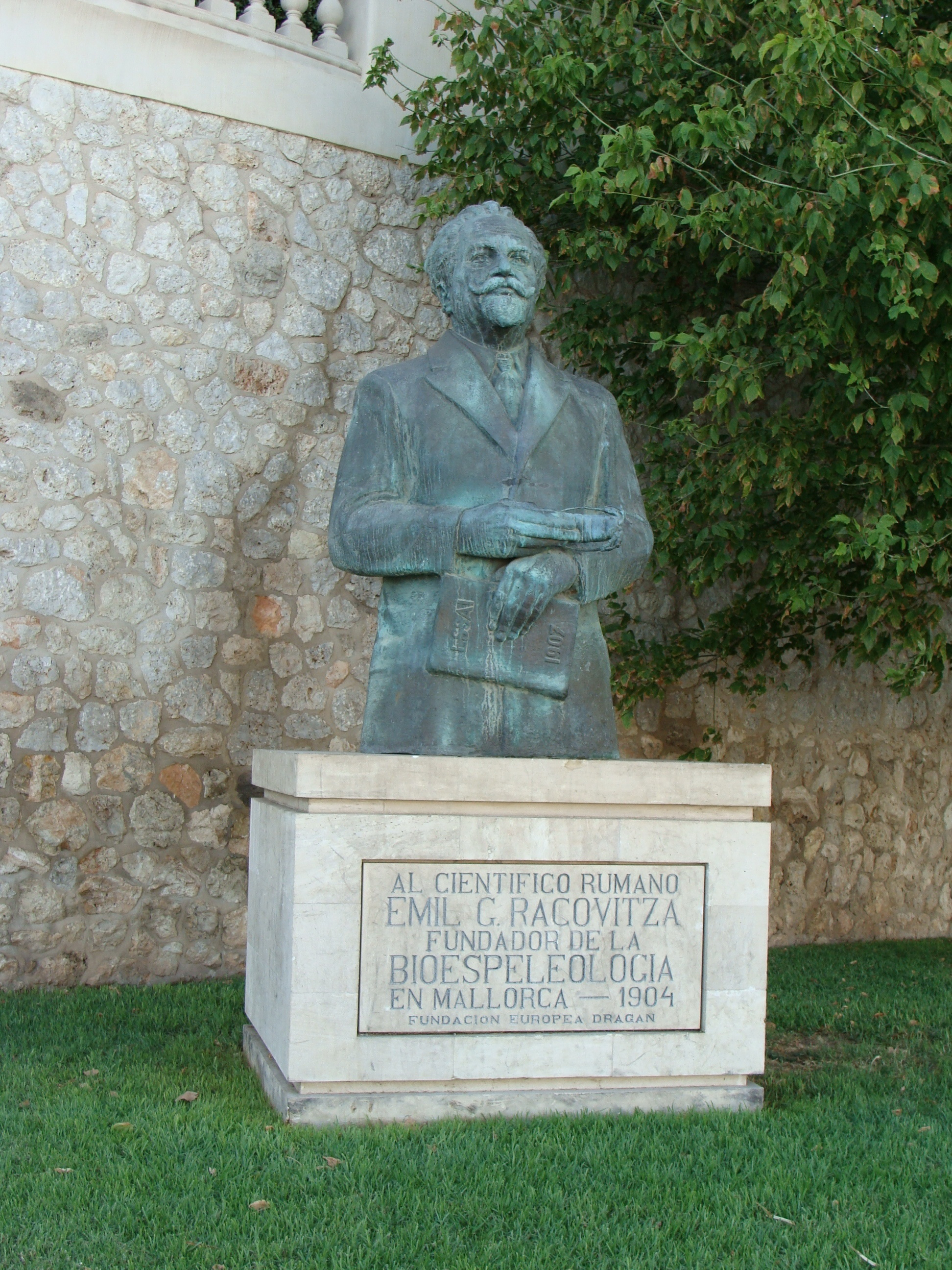
Памятник Э. Раковицэ в Пальма на острове Мальорка.
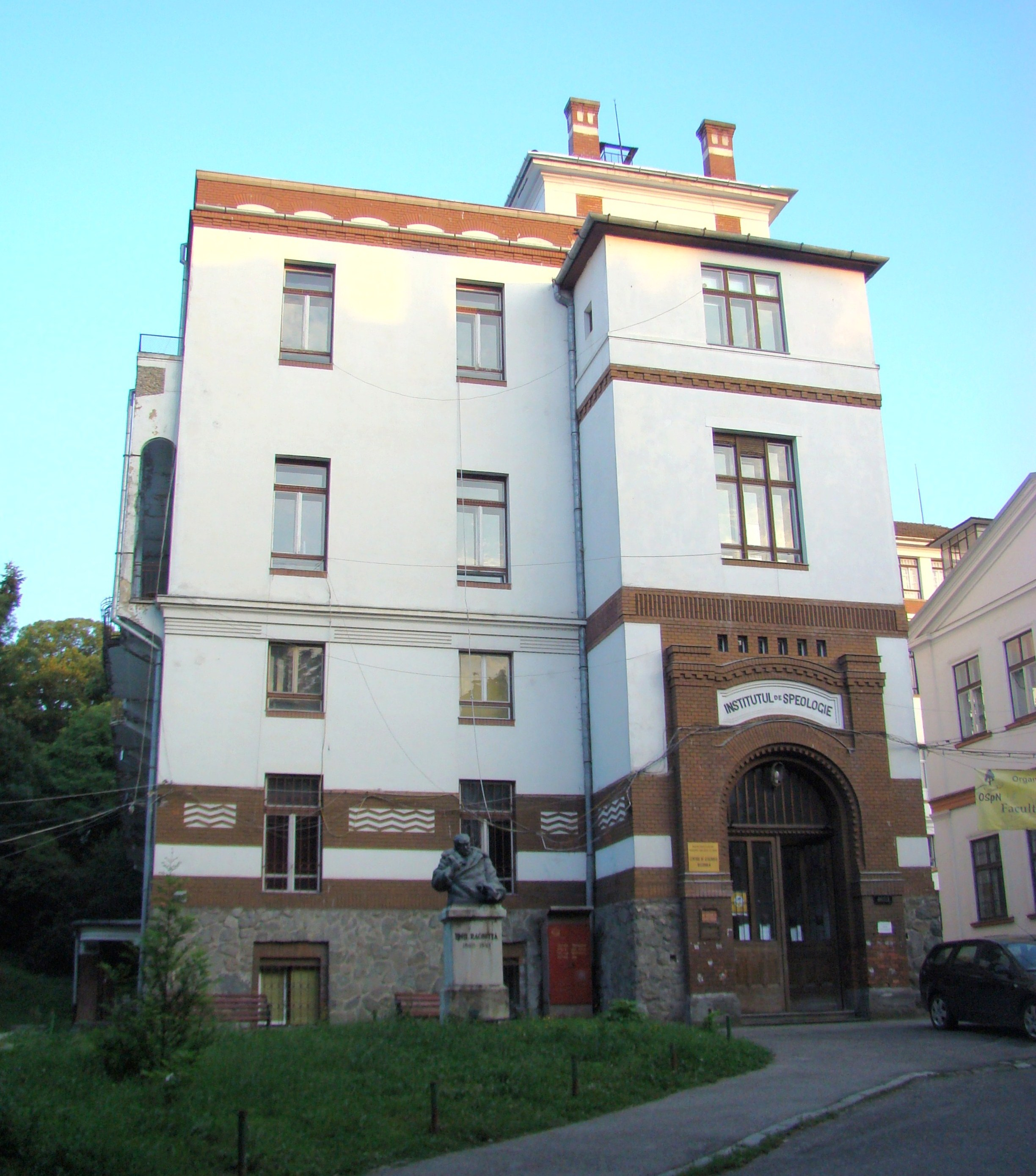
Институт спелеологии им. Э. Раковицэ в г. Клуж-Напока.
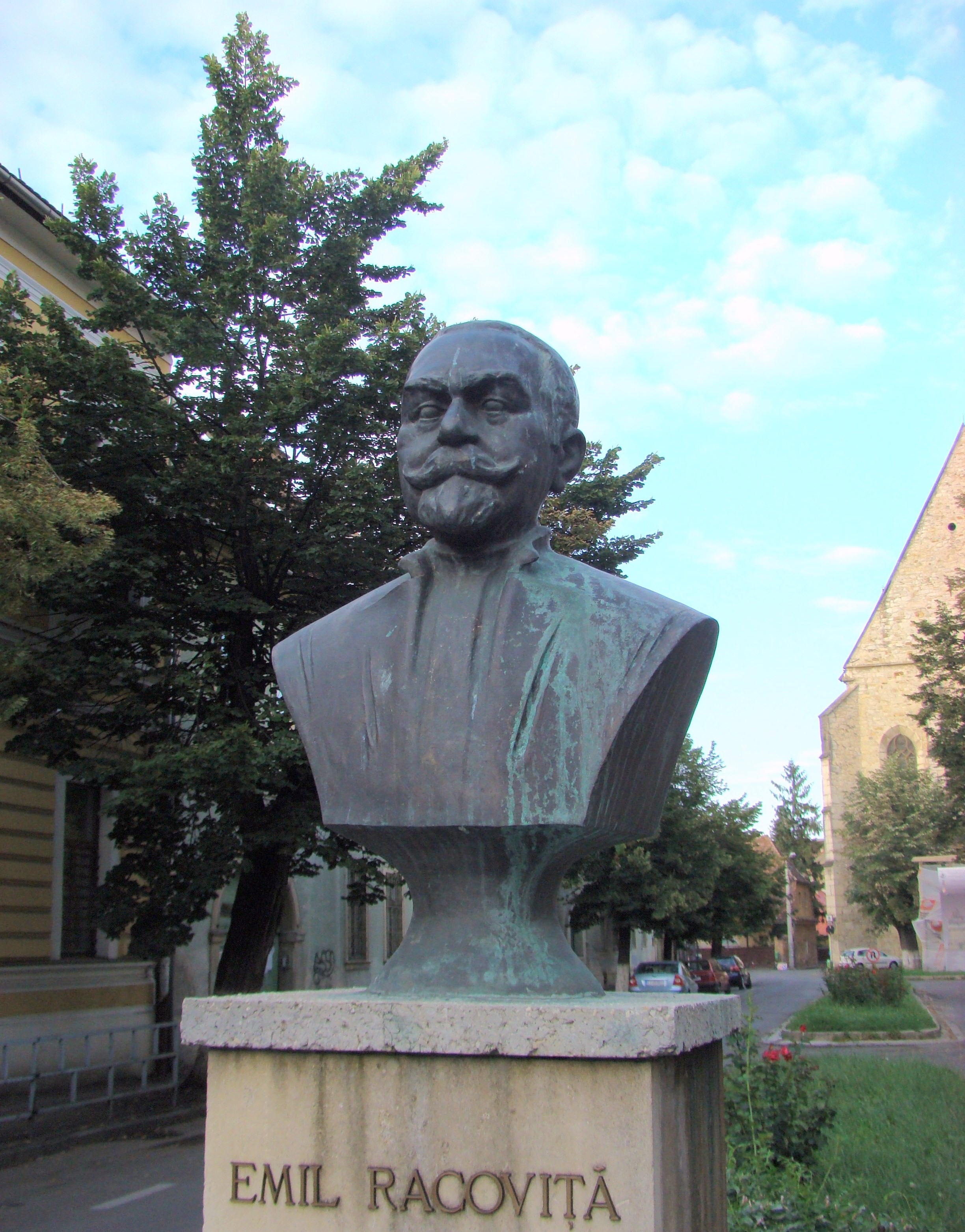
Бюст Э. Раковицэ в г. Клуж-Напока.
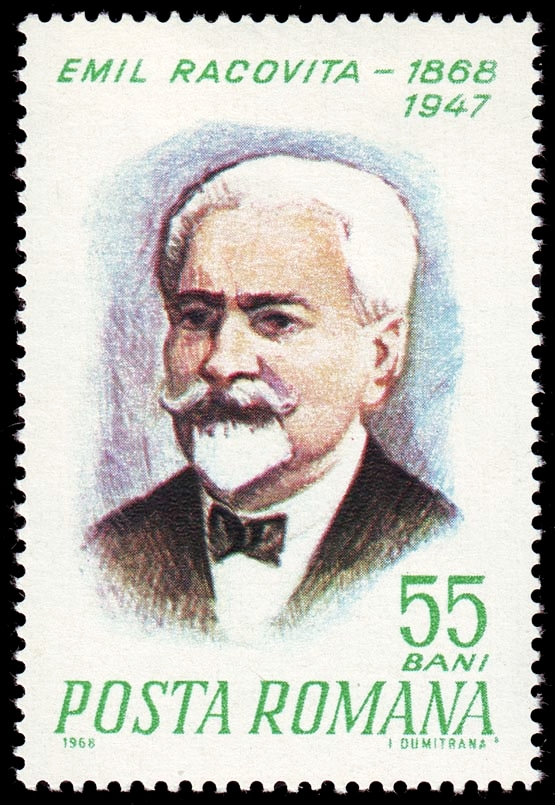
Почтовая марка Румынии, посвящённая 100-летию со дня рождения Э. Раковицэ.
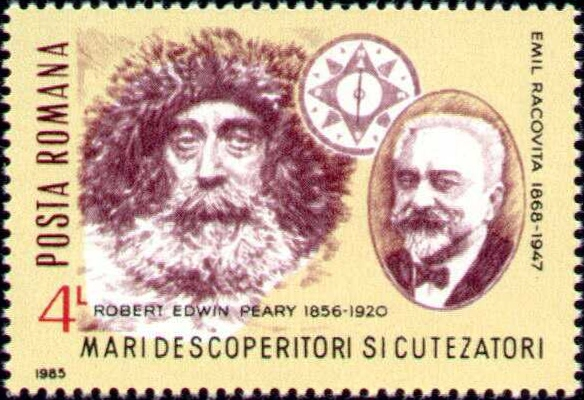
Почтовая марка Румынии 1985 г., посвящённая Э. Раковицэ.
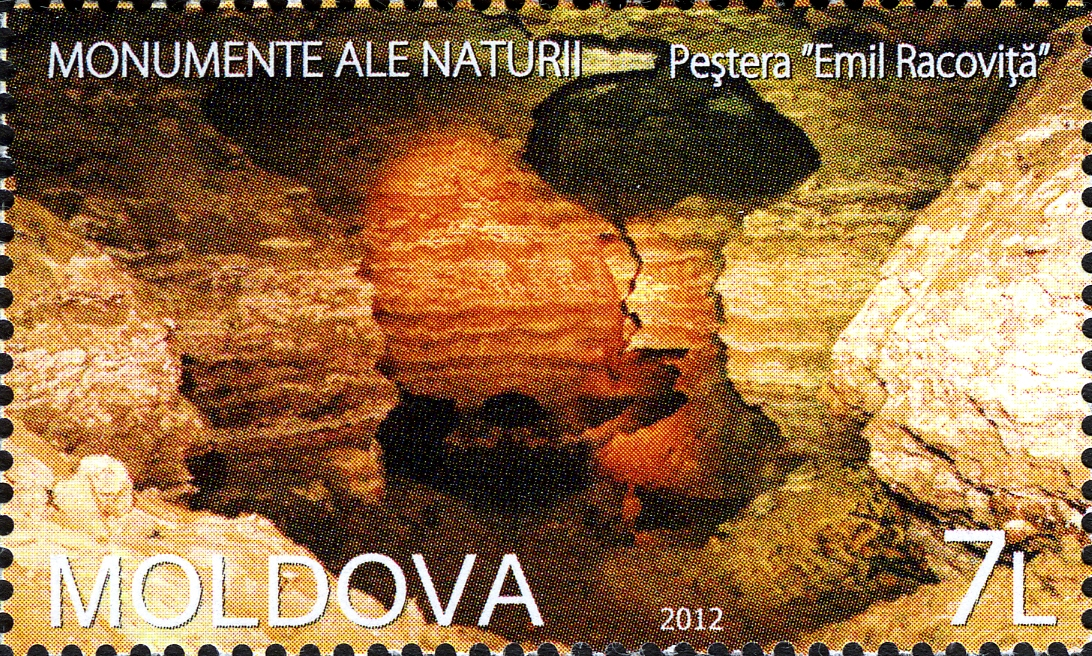
Почтовая марка Молдавии, с изображением пещеры, носящей имя Э. Раковицэ.